# Amalen
De Amalen waren een familie van heersers bij de Goten. Ze werden uiteindelijk het koninklijk huis van de Ostrogoten en stichtten het Ostrogotische koninkrijk in Italië.

## Oorsprong
Volgens de klassieke schrijver Jordanes, die een geschiedenis schreef over de Goten, stamden de Amalen af van de goden. Jordanes schreef: "De eerste van deze helden, zoals ze zelf vertellen in hun legendes, Gapt, die Hulmul verwekte. En Hulmul verwekte Augis; en Augis verwekte hem die Amal heette, van wie de naam van de Amali komt. Athal verwekte Achiulf en Oduulf. Nu verwekte Achiulf Ansila en Ediulf, Vultuulf en Ermanaric".
Gapt of Gaut is een Scandinavische oorlogsgod. Hulmul of Humli-Hulmul, wordt beschouwd als de goddelijke vader van het Deense volk. Met deze opsomming kan een stamboom gereconstrueerd worden van de vroegste heersers van de Goten.  De laatste in de rij, Ermanarik (ook wel Ermanaricus of Hermanaric genoemd), wordt geïdentificeerd als een Greuthungische koning die heerste over een rijk dat overeenkwam met het moderne Oekraïne. Het bestaan van Ermanarik wordt ondersteund door historische gegevens.
De oorsprong van de Amalen is onduidelijk. Tot halverwege de 20e eeuw was het gebruikelijk om de door Ammianus Marcellinus genoemde Tervingi en Greuthungi te zien als enerzijds de Gotische tak waartoe de Visigoten zich ontwikkelden en anderzijds de Ostrogoten. De Greuthungi werden vazallen van de Hunnen, en nadat zij hun onafhankelijkheid hadden teruggewonnen werden ze geleid door Theodemir, de vader van Theoderik de Grote, behorende tot de Amalen. Dit idee is later verlaten door historici, toen men inzag dat de verdeling in twee Gotische volken werd veroorzaakt door de onderhorigheid aan de Hunnen, en niet gebaseerd was op afzonderlijke etnische groepen.
Er was ook een tak van de Amalen waarvan leden een leidende rol speelden bij de Goten die in het Romeinse Rijk verbleven, de Visigoten. Sarus en diens broer Sigeric, korte tijd koning,  behoorden hiertoe. De Visigotische Eutharik trouwde met Theoderik's dochter Amalasuntha, en zou een Amal zijn geweest volgens Cassiodorus en Jordanes. Het is echter waarschijnlijker dat dit een fictieve claim was, bedoeld om de legitimiteit van Athalaric te versterken. Jordanes zegt: "Hermanarik, de zoon van Achiulf, verwekte Hunimund en Hunimund verwekte Thorismud. Nu verwekte Thorismud Beremud, Beremud verwekte Veteric, en Veteric verwekte eveneens Eutharik."
Het laatst bekende lid van de Amalen was Theodegisclus, zoon van Theodahad.

## Amalen heersers
- Ermanarik, koning van de Greuthungi, ca 370
- Sigerik, koning van de Visigoten, 415
- Theodemir, koning van de Ostrogoten, tot 474
- Theoderik de Grote, koning van de Ostrogoten, 474 -526
- Athalarik, koning van de Ostrogoten, 526 – 534
- Theodahad, koning van de Ostrogoten, 534 – 536